# Relações entre Japão e Maldivas
As relações entre o Japão e as Maldivas designam os laços, trocas, confrontos, colaborações e encontros, de carácter econômico, diplomático e cultural, que o Japão e as Maldivas mantiveram ontem e mantêm hoje.
As relações diplomáticas entre os dois países foram estabelecidas em 1967.

## Histórico

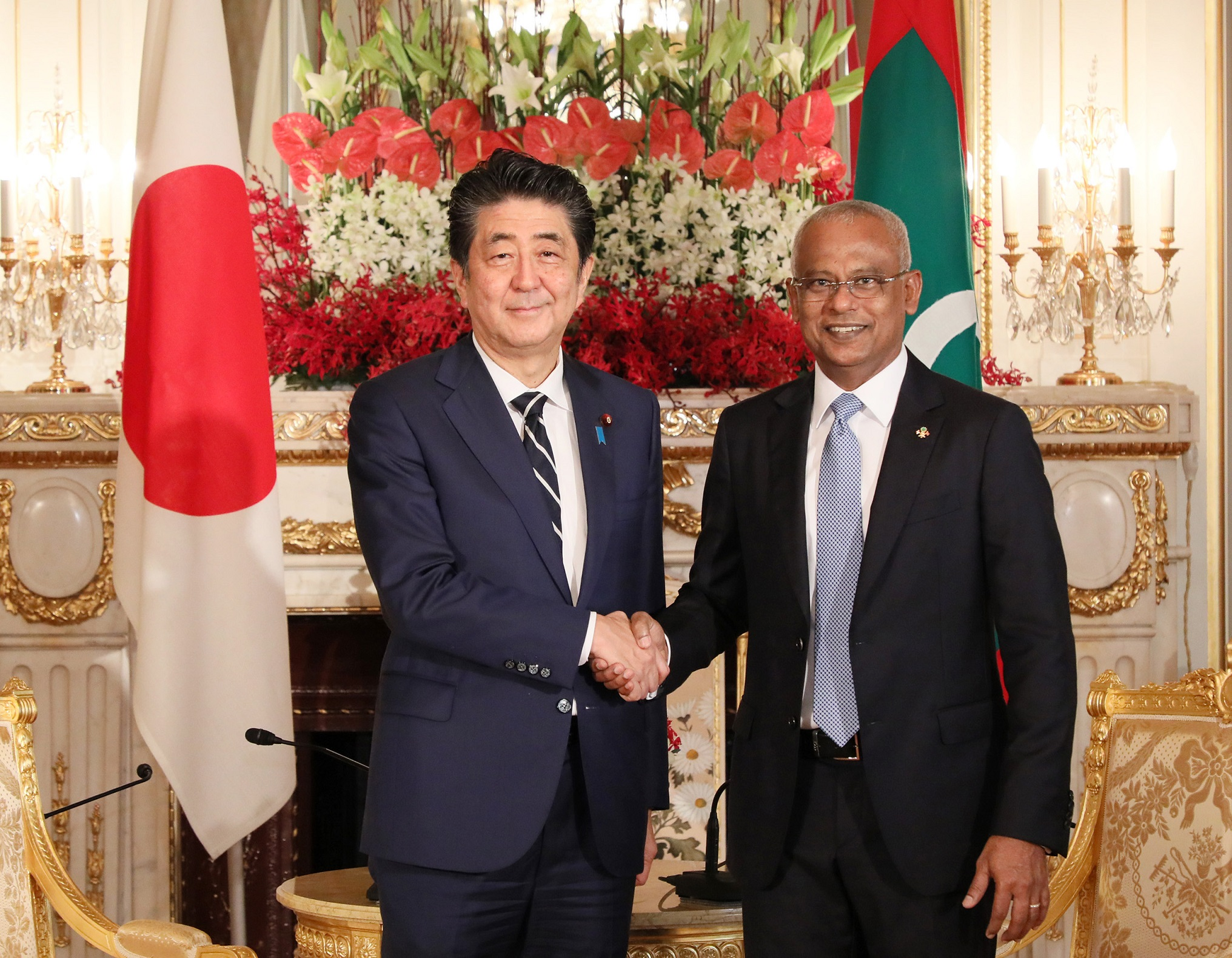
O primeiro-ministro japonês, Shinzo Abe (à esquerda), e o presidente das Maldivas, Ibrahim Mohamed Solih, no Palácio Akasaka, em Tóquio, em 21 de outubro de 2019.

Maumoon Abdul Gayoom, ex-presidente das Maldivas, visitou o Japão quatro vezes entre 1984 e 2001. Em 2014, Abdulla Yameen, ex-presidente das Maldivas, encontrou-se com o primeiro-ministro japonês Shinzo Abe em Tóquio.
As Maldivas abriram uma embaixada em Tóquio em 2007. O Japão abre uma embaixada em Malé, Maldivas, em 2016.
Em outubro de 2019, o presidente Ibrahim Mohamed Solih viajou ao Japão para a cerimônia de entronização do imperador Naruhito. Durante a visita, o presidente Solih se encontra com o primeiro-ministro Shinzo Abe.

## Assistência Oficial ao Desenvolvimento do Japão, Barreira de Tsunami

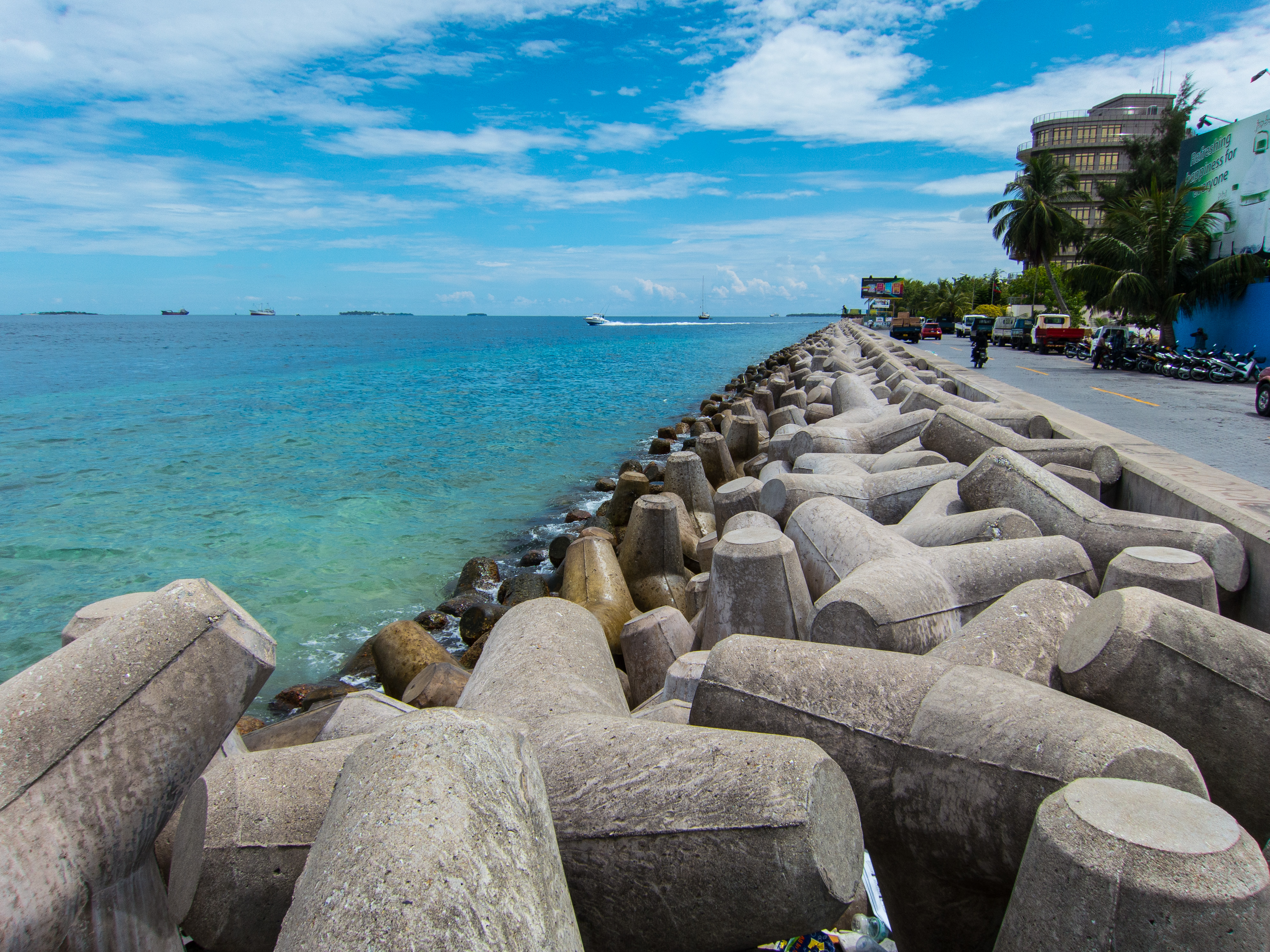
Quebra-mar na costa oeste de Malé. Esta estrutura é eficaz na proteção de áreas baixas de tempestades e tsunamis.

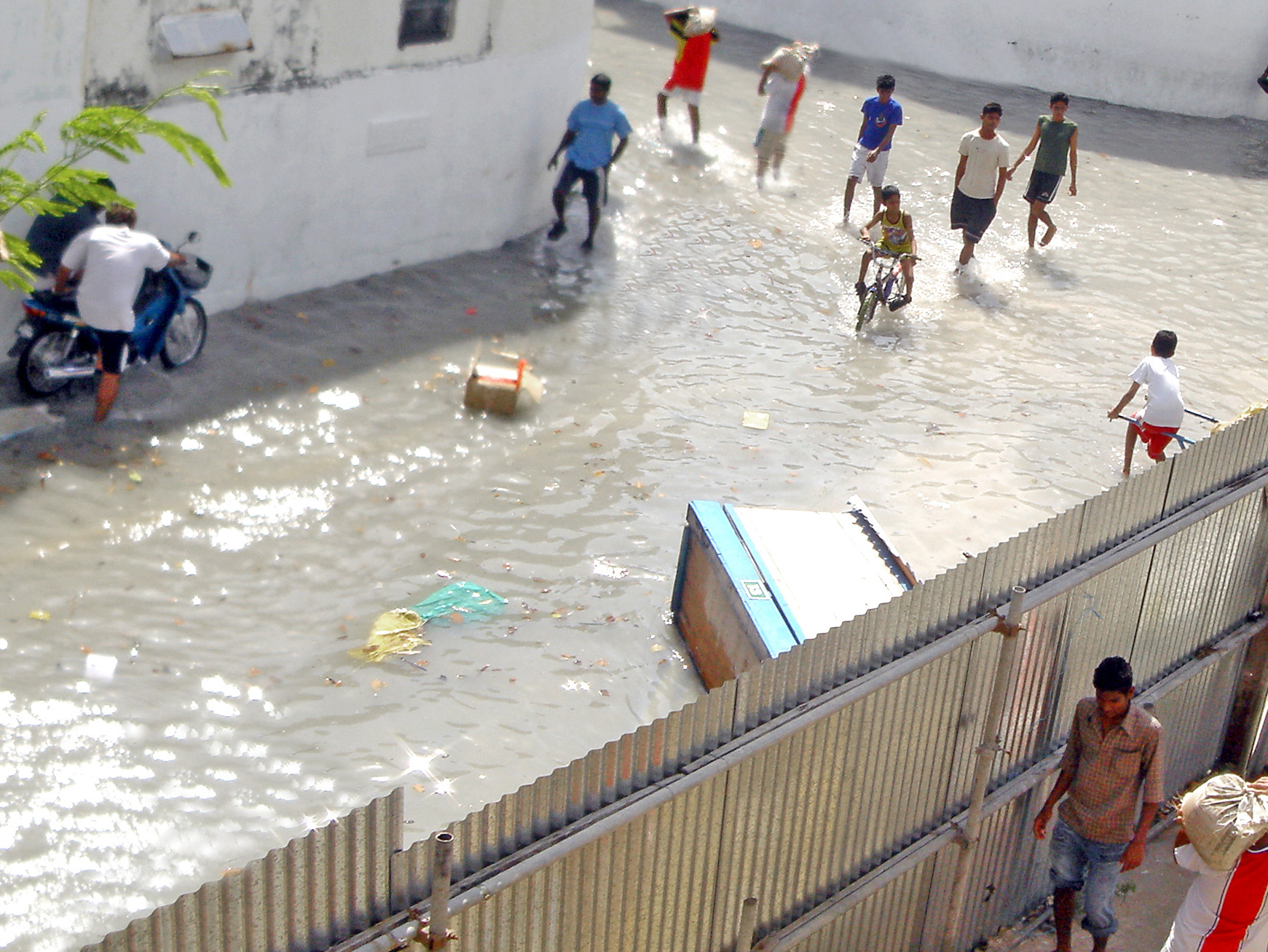
Malé após o tsunami causado pelo terremoto de 2004 no Oceano Índico

Em 1987, uma grande tempestade atingiu e inundou grande parte das Maldivas. A onda devastadora exerce uma forte influência neste país insular do Oceano Índico, em particular nas infra-estruturas de Malé que se encontram paralisadas e danificadas a um custo estimado de 6 milhões de dólares americanos. O PIB das Maldivas, depois disso, diminui em 5,70% este ano em comparação com o ano anterior, de 158 milhões de dólares em 1986 para 149 milhões de dólares em 1987. Male pede imediatamente a Tóquio ajuda emergencial e ajuda para prevenir desastres como a tempestade, que o governo japonês aceita. Um projeto de proteção costeira apoiado pela Assistência Oficial ao Desenvolvimento do Japão começou rapidamente este ano e continuou até 2002, quando a barreira de seis quilômetros ao redor da capital foi concluída.
Apenas dois anos após a conclusão deste projeto, em 2004, ocorreu um grande terremoto subaquático de magnitude 9,1 ou maior, e um tsunami atingiu a parte oeste do Oceano Pacífico e quase todas as áreas costeiras do Oceano Índico, incluindo as Maldivas. Este enorme tsunami mata entre 230.000 e 280.000 pessoas no Sri Lanka, Índia, Tailândia, Malásia, Madagascar, Somália, Quênia, Tanzânia, África do Sul e Maldivas fora da ilha de Male. No entanto, nas Maldivas, a barreira anti-tsunami construída em colaboração entre os dois países insulares, protege os que vivem em Malé.